# آیتاچ دوغان
آیتاچ دوغان (ترکی استانبولی: Aytaç Doğan) موسیقی‌دان و نوازندهٔ قانون اهل ترکیه است.
وی نوازندگی را از سن ۱۳ سالگی و با سازی که پدربزرگش به او داد، فرا گرفت. در سن ۱۴ سالگی در برنامه‌ای با ابراهیم تاتلیسس به روی صحنه رفت و از آن پس یا هنرمندان فراوانی همکاری نموده‌است. دوغان در نوازندگی قانون، شیوهٔ خاصی برای استفاده از «پرده‌گردان» برای خود ابداع نموده و در نتیجه، سبک ویژه‌ای در نوازندگی این ساز دارد.